# أركسيلاوس الرابع
هذه المقالة تتحدث عن ملك برقة، أما عن الفيلسوف اليوناني أنظر أركسيلاوس
أركسيلاوس الرابع القوريني أو أركسيلاوس الرابع (باليونانية:ο Αρκεσίλαος) كان ثامن وآخر الملوك الإغريق لقورينا، كما كان آخر ملك إغريقي حكم قورينا (شحات) وكان آخر حاكم من سلالة الباتيادس وكان من أصول ليبية وإغريقية.

## أصله
أركسيلاوس كان الابن الوحيد لملك قورينا السابع باتوس الرابع أما أمه فغير معروفة تاريخيا، كما أن أحد أسلافه هو الملك الإغريقي أركسيلاس الثالث، كما أن جدة أبيه كانت امرأة ليبية وابنة «ألازير» والذي كان حاكما لبركا. كما أن هيرودوتس ذكر أن أركسيلاس الثالث وألازير يرتبطان بالنسب.

## سباق
عندما توفي أبوه في 465 قبل الميلاد، صار أركسلاس الملك الجديد، كما صار شهيرا في عصره حيث ربح سباق العربات الحربية في الألعاب البيثونية التي جرت في دلفي.
كما عرف عنه كونه جامع خيول كما كان يقوم بتوالدها، وهي التي كانت الخيول الأصيلة في ليبيا، حيث اعتبر الحصان الليبي أحد أندر الأنواع التي تتوالد طبيعيا في العالم. والذي كان ينحدر أصله من الحصان البري في وسط آسيا. كما أن من بين أحفاد هذه الفصيلة من الخيول البرية في وسط آسيا الحصان الإسباني والحصان العربي.
وقد تم ذكر الأحصنة الليبية من قبل المؤرخين الإغريقيين هيرودوتس وزينفون وذلك في كتاباتهما. زقد قامت عدة ثقافات عبر التاريخ بتوالد واستخدام الحصان الليبي.
بعد تسجيله لانتصاره في العام 462 قبل الميلاد. قام الشاعر اليوناني بيندر بذكره في القصيدة الرابعة والقصيدة الخامسة من قصائد البيثون الغنائية، وقد نصح بيندر في القصائد أركسيلاوس بالتصالح مع معارضيه وشدد على تغليب الصواب والحكمة في حكمه وذلك بسبب امتداد سلالة أسرته الحاكمة لبرقة حتى الجيل الثامن.

## حكم قاس
أثناء فترة حكمه صار أكثر كطاغية عوضا عن ملك، حيث قام بنفي العديد من نبلاء قورينا. كما قام بدعم نفسه بتجنيده جيشا من المرتزقة، وبسبب حكمه الاستبدادي فقد قضى أركسلاوس على سلالة أسرته في الحكم، حيث اكتفى مواطنوا قورينا من حكم أسرة الباتيادس، وبدؤوا في التمرد.

## الانقلاب والموت
نجح المتمردون على أركسيلاوس في اجباره على الفرار من قورينا حيث غادرها إلي يوسبريديس (بنغازي الحالية) مع ابنه الوحيد وهو آخر أمير قوريني وهو الأمير باتوس الخامس. 
وقد قتل أركسيلاوس الخامس برفقة ابنه من قبل مواطنين قورينيين في سنة 440 قبل الميلاد، وبعد قتلهم لباتوس قام القورينيين بفصل رأسه والقائها في البحر.
ومن غير المعروف فيما إذا كان أركسيلاوس قد دفن إلى جوار أسلافه أم لا. وكان قطع رأس باتوس لحظة هامة وفارقة في تاريخ قورينا، حيث كانت نهاية حكم الباتيداس لقورينا فيما أعلنت قورينا جمهورية ديمقراطية رغم وقوعها وقتها تحت الحكم الفارسي.
| أركسيلاوس الرابع سلالة بيتياد توفي: 440 BC |                                |                                                   |
| منصب                                       |                                |                                                   |
| سبقه باتوس الرابع                          | ملك قورينائية 465 ق.م– 440 ق.م | شاغرالجمهورية تحت بلاد فارسحامل اللقب التاليماجاس |